# Foyer de peuplement

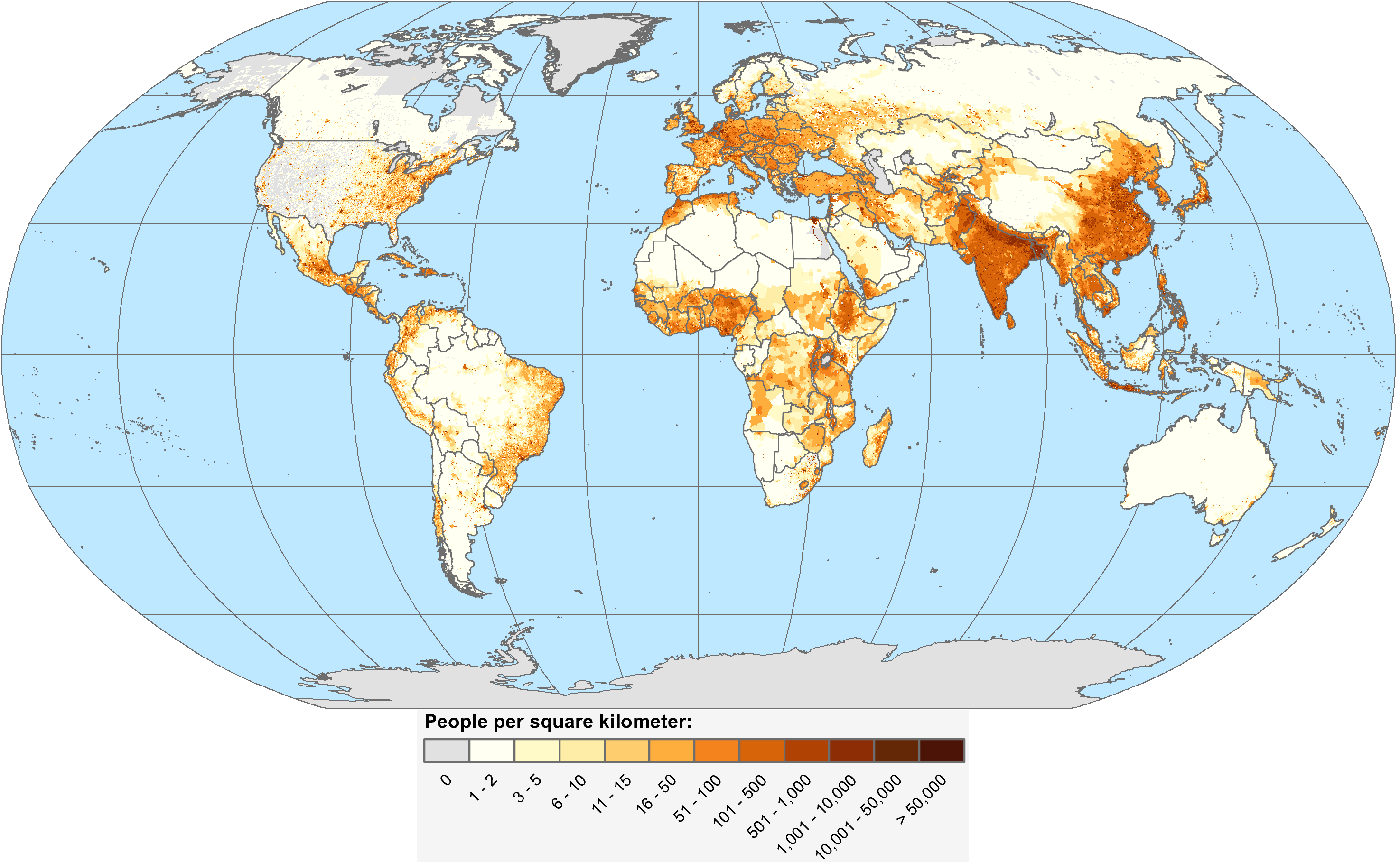
La répartition de la population humaine en 2010 : en blanc les déserts, en orange les foyers. Les trois principaux foyers sont l'Asie du Sud, l'Asie de l'Est et l'Europe.

Un foyer de peuplement, appelé aussi foyer de population, est une zone géographique à forte densité humaine à l'échelle du globe. Au contraire, on dit d'une zone géographique de faible densité humaine qu'elle est un désert humain.
On différencie les trois « foyers primaires » (Asie du Sud, Asie de l'Est et Europe), ou « foyers majeurs », qui sont les plus importants, des « foyers secondaires » de tailles plus modestes.

## Classification
Les géographes ont pris l'habitude de classer les différents foyers de peuplement en fonction de leur population totale, en trois grandes catégories : foyers majeurs, foyers secondaires et noyaux de peuplement.

### Foyers majeurs

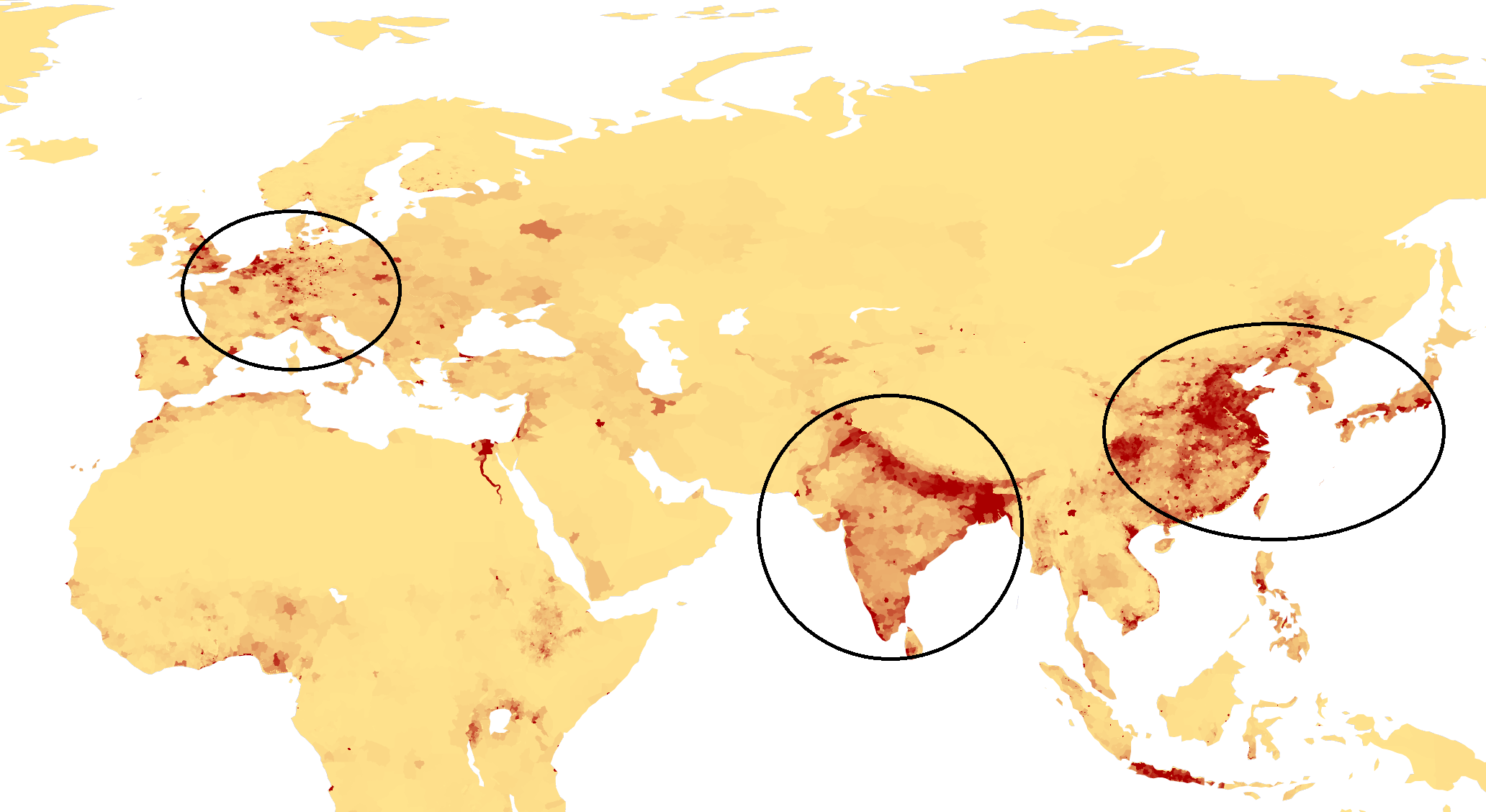
Trois territoires ont des densités élevées sur de vastes espaces : l'Asie du Sud (surtout la vallée du Gange), l'Asie de l'Est (Chine orientale) et l'Europe (vallée du Rhin).

Les trois principaux foyers de peuplement concentrent à eux-seuls la moitié de la population mondiale. Ces zones, toutes les trois en Eurasie, détiennent les records de densité rurale (dans les plaines japonaises) et urbaine (à Dacca). Les ouvrages de géographie du début du XXe siècle les qualifiaient de « fourmilières humaines ».
Le plus peuplé est celui de l'Asie du Sud, appelé aussi le subcontinent indien, avec l'Inde (1,358 milliard d'habitants estimés en 2018), le Pakistan (200 millions), le Bangladesh (166 millions), l'Afghanistan (34 millions), le Népal (29 millions) et le Sri Lanka (20 millions), soit un total de 1,812 milliard, en forte croissance.
L'Asie de l'Est est le deuxième grand foyer, comprenant la Chine (1,401 milliard d'habitants estimés en 2018), le Japon (125 millions), les deux Corée (50 millions pour le Sud et 25 millions pour le Nord) et Taïwan (23 millions), soit un total de 1,630 milliard d'habitants, qui est devenu presque stable.
L'Europe est le troisième foyer, avec l'Allemagne (80 millions d'habitants estimés en 2018), le Royaume-Uni (65 millions), la France (65 millions), l'Italie (59 millions), l'Espagne (46 millions), l'Ukraine (44 millions), la Pologne (38 millions), la Roumanie (19 millions) et une trentaine de plus petits pays. Le total représente 596 millions d'humains, chiffre assez stable, sans compter dedans la Russie (143 millions).

### Foyers secondaires

La côte Est et toute la moitié orientale des États-Unis sont un des foyers secondaires de la planète.

En dehors des trois foyers principaux, les auteurs isolent une demi-douzaine de foyers secondaires :
- l'Asie du Sud-Est, avec 654 millions d'habitants estimés en 2018 (Indonésie 266, Philippines 105, Viêt Nam 96, Thaïlande 68, Birmanie 55, Malaisie 31, etc.)[3], mais subdivisée en noyaux séparés, le principal étant celui de Java (cette île indonésienne concentrait 136 millions d'habitants en 2010)[6] ;
- l'Afrique orientale, notamment sur les hauts-plateaux, avec 428 millions d'habitants (Éthiopie 106, Tanzanie 58, Kenya 49, Ouganda 43, etc.)[3] ;
- le Moyen-Orient, ou Croissant fertile, peuplé de 449 millions d'habitants (Égypte 97, Iran 81, Turquie 81, Irak 39, Arabie saoudite 33, etc.)[3] ;
- la côte Est de l'Amérique du Nord, la majorité des 365 millions d'habitants (États-Unis 328 et Canada 36) étant concentrée à l'est du 100° Ouest ;
- les côtes du golfe de Guinée en Afrique de l'Ouest, avec 382 millions d'habitants (Nigeria 196, Ghana 29, Côte d'Ivoire 24, Niger 22, etc.) ;
- les Sudeste et Nordeste brésiliens (212 millions d'habitants au Brésil).

Quelques foyers
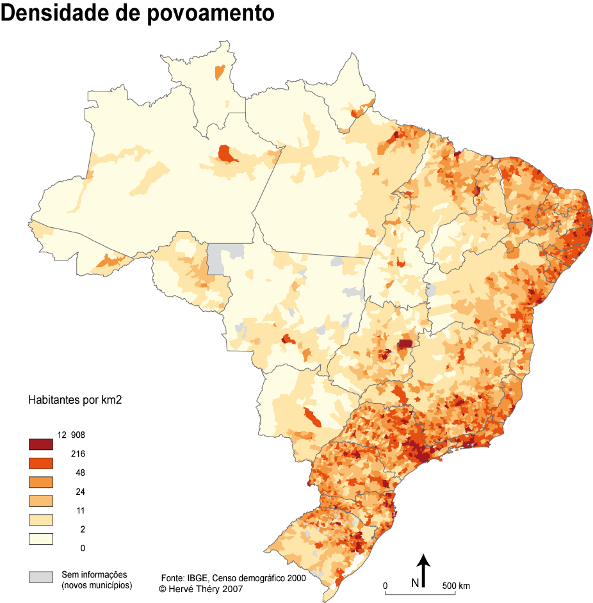
Le Sudeste et le Nordeste brésiliens, voisinant avec le désert amazonien.
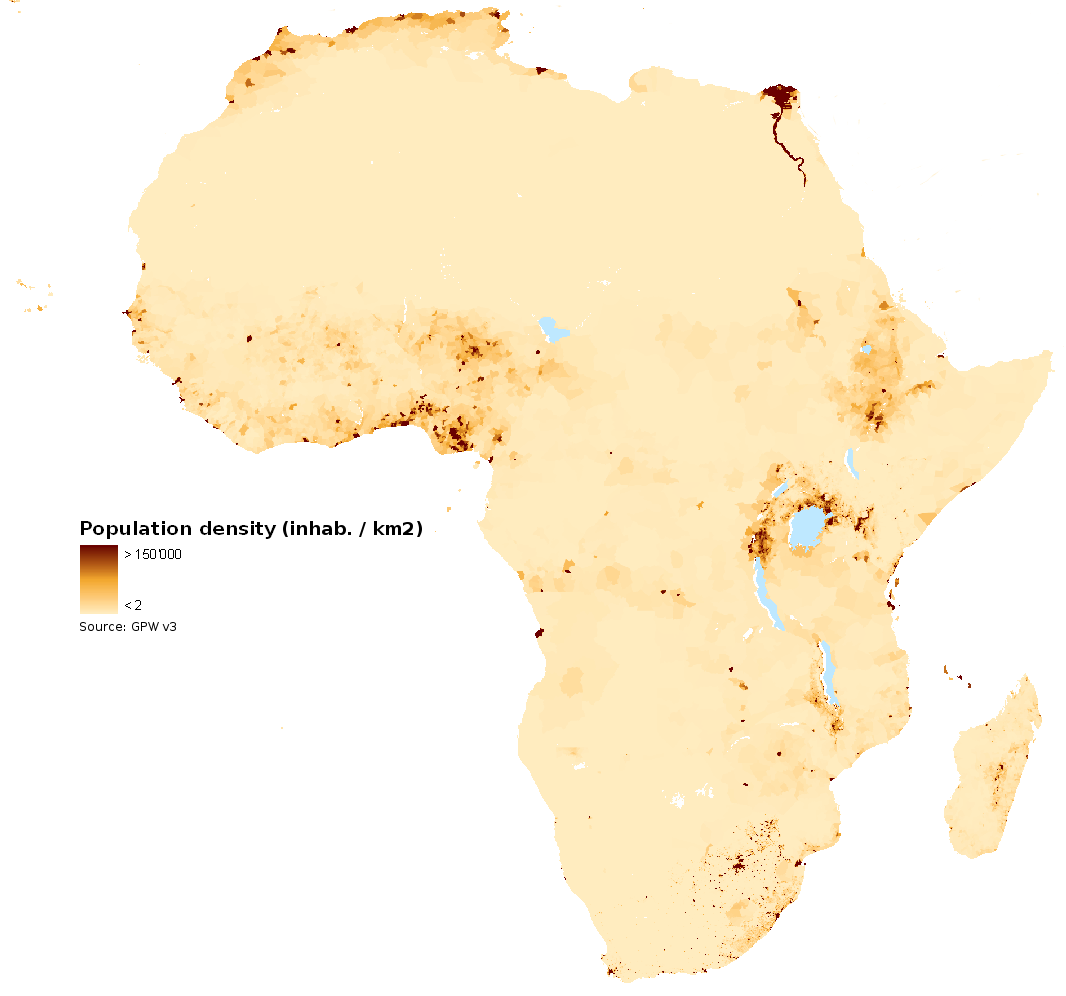
Le Maghreb, la vallée du Nil, les hauts-plateaux de l'Est et les côtes du golfe de Guinée sont les foyers de peuplement en Afrique.

### Noyaux isolés
Encore plus modestes, il existe d'autres « noyaux de peuplement », assez isolés :
- la Côte ouest de l'Amérique du Nord (principalement la Californie avec 39 millions d'habitants estimés en 2017) ;
- la partie européenne de la Russie (143 millions d'habitants en 2018) ;
- les hauts-plateaux mexicains ;
- la côte du Maghreb ;
- l'altiplano andin et le littoral du Pacifique en Amérique du Sud ;
- la côte orientale de l'Australie, etc.

## Évolution historique
La hiérarchie entre les différents foyers de peuplement a connu des évolutions : les trois principaux actuellement n'ont pas toujours été en tête de classement.
|                              | -400 | an 1 | 500 | 1000 | 1300 | 1500 | 1700 | 2000  |
| Chine et Corée               | 19   | 70   | 32  | 56   | 83   | 84   | 150  | 1 273 |
| Japon                        | 0,1  | 0,3  | 2   | 7    | 7    | 8    | 28   | 126   |
| Inde, Pakistan et Bangladesh | 30   | 46   | 33  | 40   | 100  | 95   | 175  | 1 320 |
| Moyen-Orient                 | 42   | 47   | 45  | 33   | 21   | 23   | 30   | 259   |
| Europe et Russie             | 32   | 43   | 41  | 43   | 86   | 84   | 125  | 782   |
| Amérique centrale et du Sud  | 7    | 10   | 13  | 16   | 29   | 39   | 10   | 512   |
| Océanie                      | 1    | 1    | 1   | 1    | 2    | 3    | 3    | 30    |
| Total mondial                | 152  | 250  | 205 | 257  | 429  | 458  | 682  | 6 062 |

### Premiers foyers

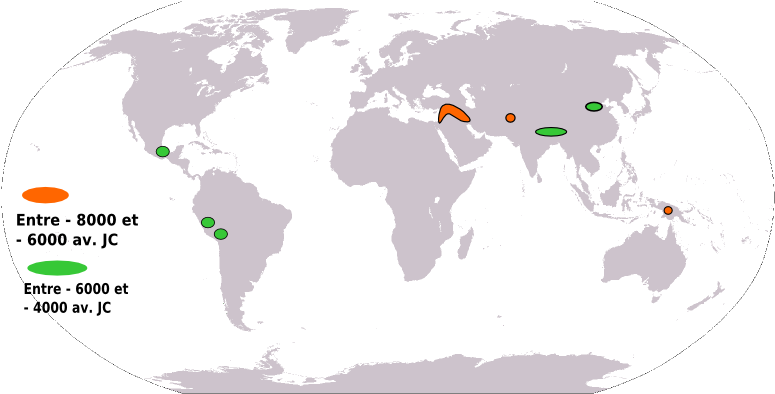
Les foyers de l'agriculture correspondent aux premiers foyers de peuplement.

Si l'Humanité actuelle (l’Homo sapiens) est apparue en Afrique il y a environ 200 000 ans, puis s'est répandue progressivement sur l'essentiel de la surface émergée, les densités de peuplement sont extrêmement faibles pendant tout le Paléolithique (période allant de −200 000 à −12 000 ans) car la population est uniquement composée de chasseurs-cueilleurs nomades ou semi-nomades.
C'est avec l'apparition au Néolithique de l'agriculture, de l'élevage et du mode de vie sédentaire que les densités humaines augmentent. Cette révolution néolithique n'est pas uniforme, dépendant entre autres du climat, du relief et des variétés de plantes domesticables, formant des « foyers » :
- en Anatolie et en Haute-Mésopotamie à partir de −8 500 ans, basé sur la culture du blé, de l'orge, des lentilles et des pois ;
- dans la vallée du fleuve Jaune dès −7 500, avec la culture du millet, du soja, puis un peu plus tard du riz ;
- sur les hautes terres de Nouvelle-Guinée depuis −6 000, basé sur le taro et l'igname[10] ;
- les plateaux mésoaméricains à partir de −3 500, avec la culture du maïs et des haricots ;
- l'altiplano andin depuis −2 000, avec le quinoa et la pomme de terre.

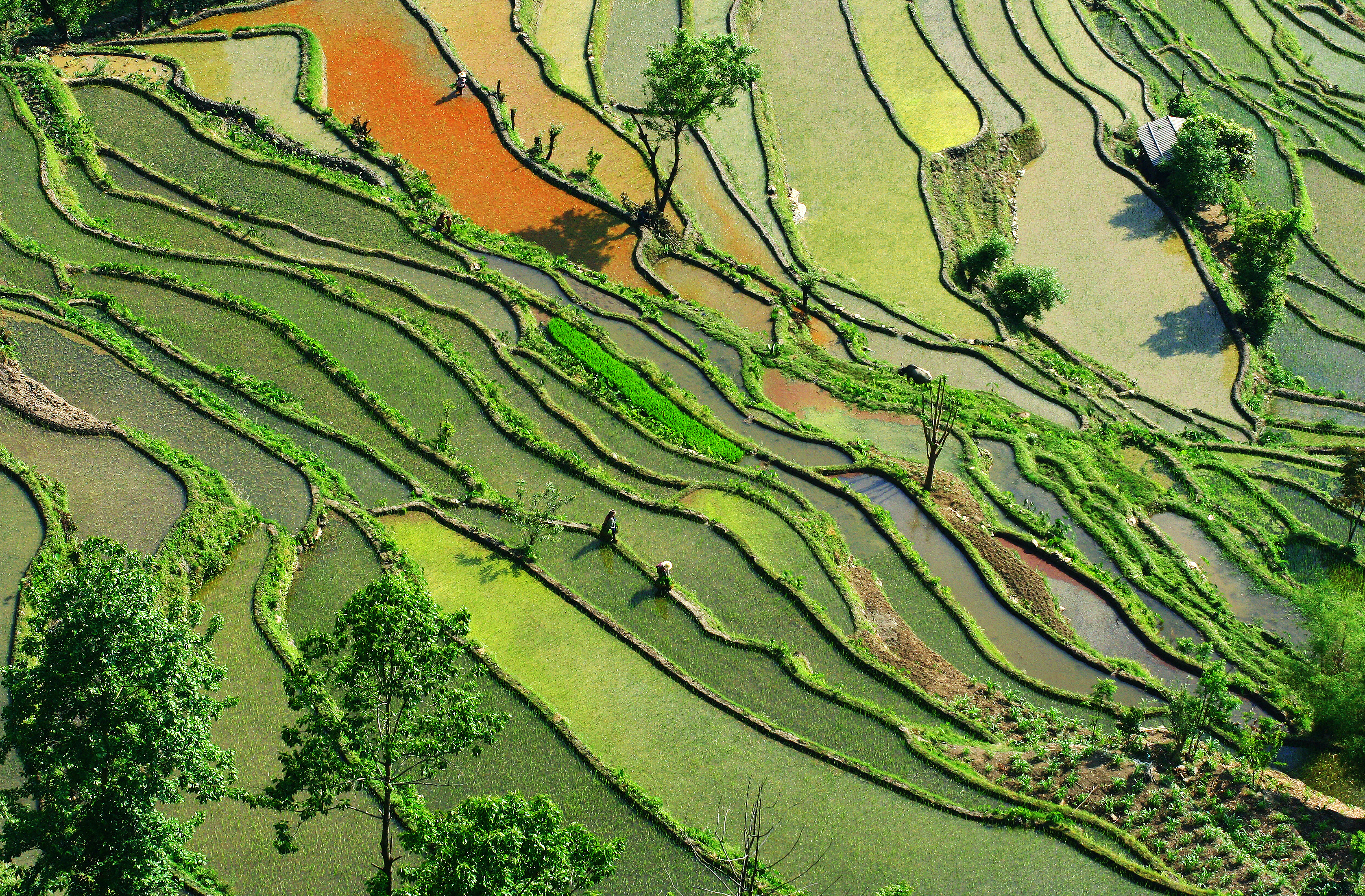
Riziculture en terrasses des Hani du Yunnan : la production du riz rouge est couplé avec l'élevage du buffle, qui fournit engrais, force de travail, lait et viande.

À partir de la plupart de ces foyers, l'agriculture et l'élevage ont été diffusés vers d'autres régions aux conditions climatiques proches, mais n'ayant pas ou peu de plantes et d'animaux domesticables, comme de la Haute-Mésopotamie vers la plaine mésopotamienne au sud, vers la côte méditerranéenne, l'Égypte et l'Europe à l'ouest, la Perse et l'Inde à l'est.

### Foyers en déclin relatif
La localisation des premiers foyers de peuplement ne correspond pas à l'actuel hiérarchie des foyers. Le croissant fertile (territoires de l'Égypte, d'Israël, du Liban, de la Syrie et d'Irak), bien qu'étant le plus ancien foyer et basé sur une gamme variée de productions végétales et animales, n'est plus aujourd'hui qu'un foyer secondaire de population. L'explication serait une dégradation de l'environnement dès la fin de l'Antiquité avec désertification par salinisation (accumulation du sel apporté par l'eau d'irrigation).
Le foyer néo-guinéen ne s'est pas étendu en-dehors des quelques vallées des hautes terres (entre 1 200 et 2 800 mètres d'altitude) pour des raisons climatiques ; de plus la production traditionnelle est composée essentiellement de racines pauvres en protéines : la Nouvelle-Guinée est donc restée le moins peuplé des centres d'origine de l'agriculture, ne dépassant pas le million d'habitants. Les deux foyers américains (Mexique et Andes) ont été largement dépeuplés lors des XVIe et XVIIe siècles par des pandémies (variole, typhus, grippe, rougeole et peste bubonique) déclenchées par les voyages d'exploration européens.
Les foyers d'Afrique subsaharienne subissent les ponctions dues au commerce des esclaves. Pour les côtes du golfe de Guinée et d'Afrique centrale, le nombre d'esclaves embarqué est estimé à 12,5 millions (sans compter ceux morts en chemin) essentiellement du XVIIIe jusqu'au milieu du XIXe siècle (commerce triangulaire). Cette perte démographique est renforcée par le départ des victimes du commerce transsaharien (7,4 millions) et de la traite orientale (4,2 millions).

### Croissances contemporaines

Courbe de la population humaine totale sur les 12000 dernières années : un milliard en 1804, deux en 1927, trois en 1960, quatre en 1974, cinq en 1987, six en 1999 et sept en 2011.

L'émigration européenne, qui débute modestement dès le XVIe siècle pour devenir massive pendant la seconde moitié du XIXe et le début du XXe (entre 1800 et 1900, 43 millions d'Européens arrivent en Amérique du Nord, 2 millions en Amérique centrale, 11 en Amérique du Sud, un million en Afrique australe et 3,5 en Océanie), entraîne le développement de nouveaux foyers de peuplement, sur les côtes orientales de l'Amérique du Nord (surtout dans le Nord-Est des États-Unis), de l'Amérique du Sud (notamment le Sudeste brésilien) et de l'Australie. Certains de ses départs sont forcés, c'est notamment le cas pour une partie des 7 millions de Russes qui s'installent le long de la ligne du Transsibérien, pour les déportés français en Nouvelle-Calédonie de 1864 à 1897 et en Guyane de 1885 à 1938. Ce peuplement européen aux Amériques est complété avec l'arrivée du XVIIe au XIXe siècle de 10,7 millions d'esclaves africains, au Brésil (4,8 millions), aux Antilles (4,5 millions), en Guyanes (397 000), en Amérique du Nord (388 000) et sur le Río de la Plata (67 000).
Ces deux derniers siècles, la densité de tous les foyers de peuplement a augmenté de façon exponentielle, à cause de la transition démographique et de l'urbanisation (le nombre d'urbains passe de 10 % en 1900 à 50 % en 2007), en commençant par l'Europe dès le début du XIXe siècle, puis l'Amérique du Nord, le phénomène touchant au cours du XXe siècle l'Amérique latine, l'Océanie, l'Asie et l'Afrique. L'Asie du Sud est devenue le premier foyer de peuplement au tout début du XXIe siècle, passant devant l'Asie de l'Est : la principale raison est la baisse rapide de la natalité chinoise (grâce à la politique du planning familial), alors que celle indienne reste forte (l'Inde devrait devenir l'État le plus peuplé du monde en 2025).

La métropolisation renforce les densités
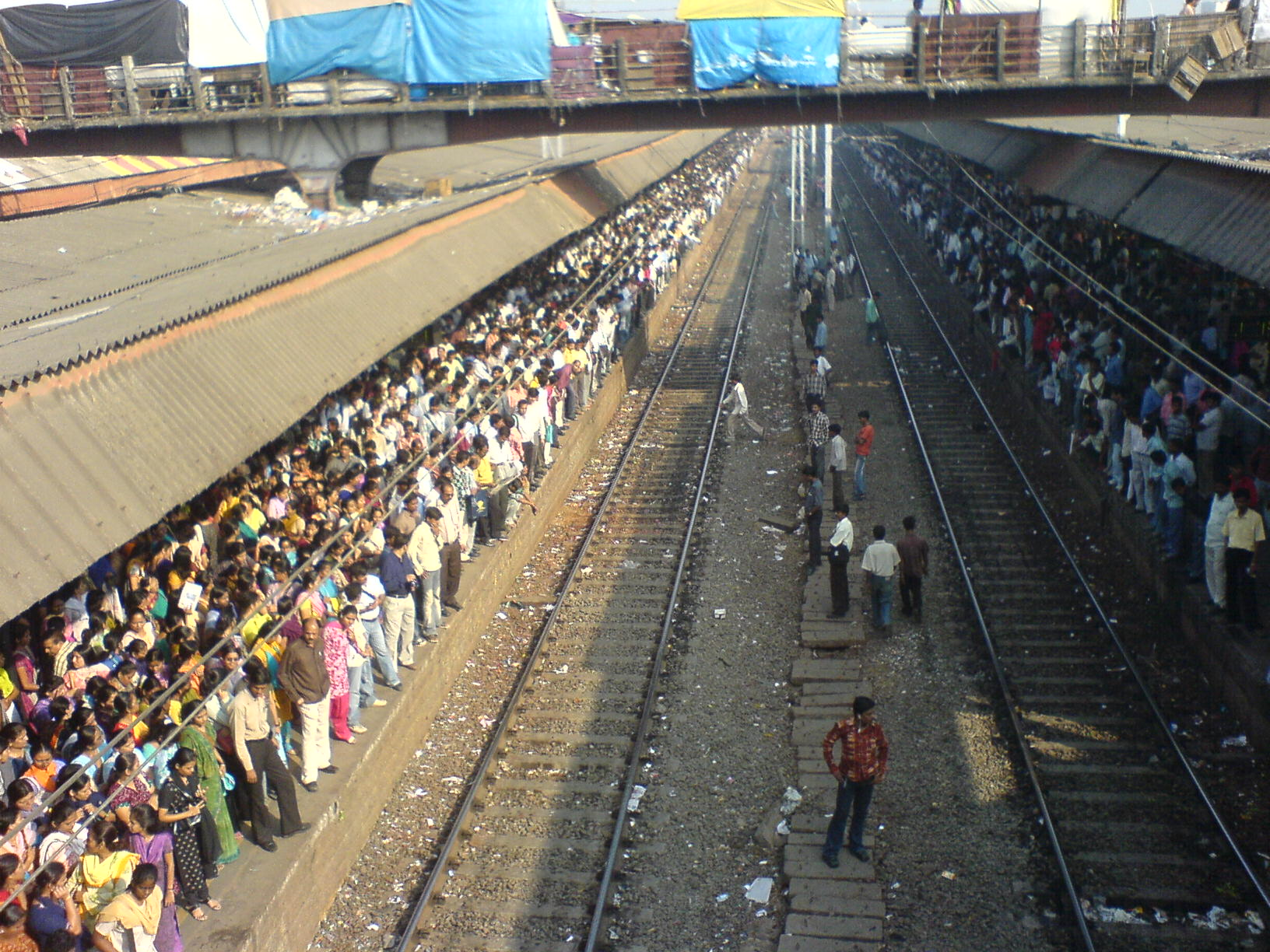
Gare de Borivali (en), dans la banlieue de Bombay : les quais 3 et 4 à l'heure de pointe (de 8 à 9 h du matin).
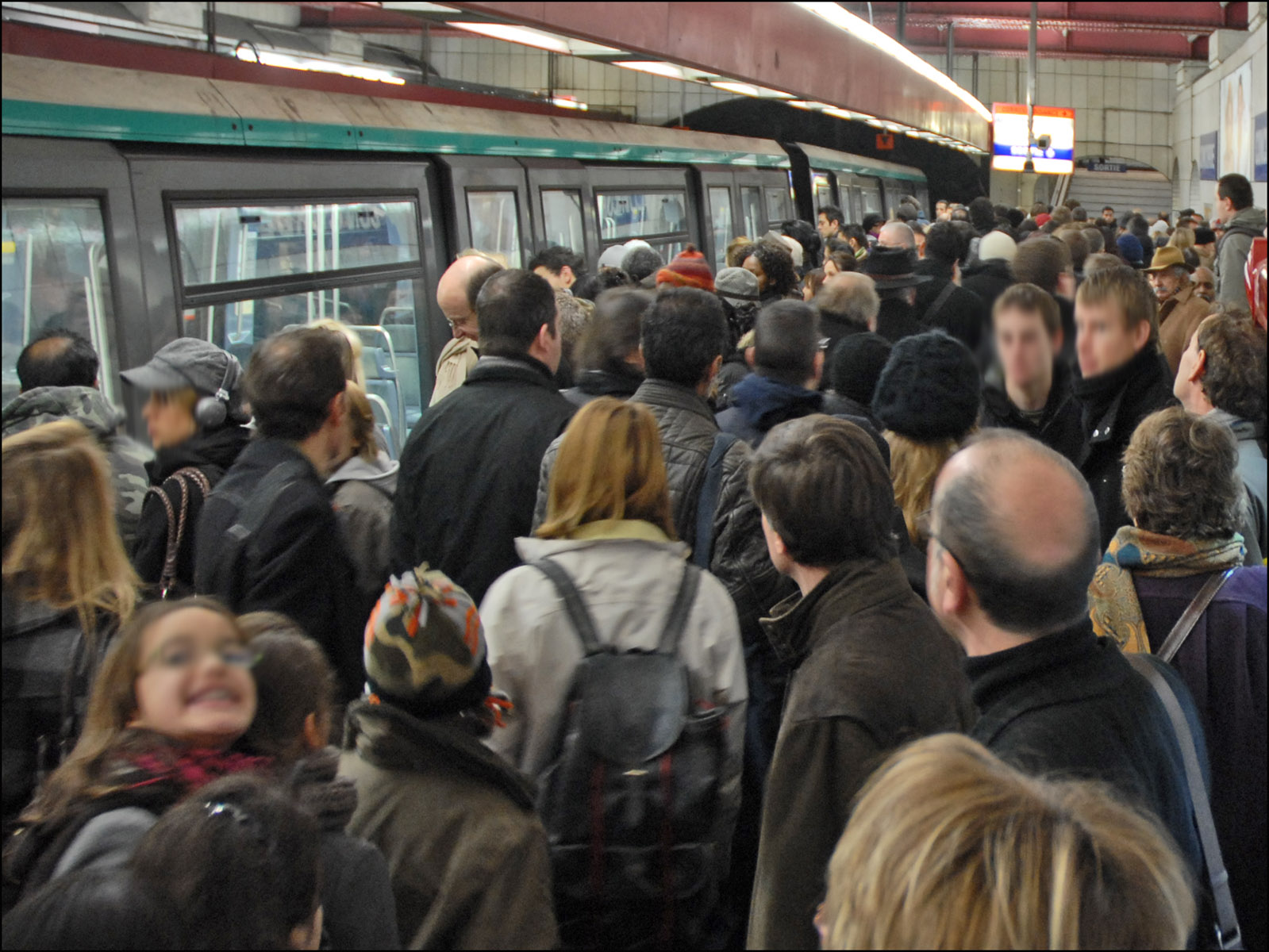
Station de la Concorde à Paris : 725 000 passagers par jour[20] sur la ligne 1 du métro, 1 140 000 pour le RER A[21].

## Facteurs explicatifs
« Si la description de la répartition d'une population constitue une tâche assez simple, son explication l'est beaucoup moins et il arrive qu’elle soit vraiment ardue. [...] Sur ce thème important de la connaissance géographique, les études ont été assez nombreuses [...] ; on est malheureusement très loin encore de bien comprendre tous les aspects de la répartition spatiale des populations [...]. »

— Daniel Noin, Géographie de la population, 1995.
« Une situation géographique s'explique rarement par un seul facteur, mais plutôt par une combinaison d'influences, de phénomènes et d'actions ». Un même facteur peut même être un avantage ou une contrainte, selon l'influence des autres facteurs, mais aussi selon l'époque. L'agriculture est le plus souvent présentée comme le facteur dominant, selon le principe « plus il y a de calories disponibles, plus les hommes sont nombreux ». Il y a donc corrélation entre la densité de population et la productivité de l'agriculture : les foyers de peuplement sont déterminés par la production ancienne et diversifiée de nourriture, tandis que les déserts humains le sont par la faiblesse de cette production.

### Climats et reliefs
Le climat et le relief influent indirectement sur les densités de peuplement humain, essentiellement comme facteurs limitatifs de l'agriculture. Le climat polaire explique les très faibles moyennes de densités en Antarctique et sur les rives de l'océan Arctique, le climat subarctique celles de Sibérie et du Nord canadien, le climat aride celles du Sahara ou du désert australien. En dehors de ces cas extrêmes, le climat seul n'est pas déterminant pour expliquer les variations de densité sous climats tempérés, tropical ou équatorial : si l'île de Java est densément peuplée (un peu plus de 1 064 hab/km2), ce n'est pas le cas de sa voisine Bornéo (26 hab/km2).
Le relief peut avoir une influence, les territoires faciles d'accès étant utilisés prioritairement. L'artificialisation se fait principalement dans les grandes vallées et sur les plaines littorales, l'exploitation agricole concerne notamment les vallées et les bas-plateaux sédimentaires, tandis que les territoires difficiles d'accès (reliefs pentus et élevés) ou peu fertiles sont en général laissés à l'état semi-naturel. Les vallées offrent des sols légers (faciles à travailler), des accès à l'eau (pour l'irrigation, l'urbanisation et le transport) et des dénivelés faibles dans l'axe des cours d'eau (favorables aux transports), mais entrainent des risques d'inondations et des besoins en aménagements (drainage par exemple).
Mais le relief seul n'est pas déterminant. Si des hauts reliefs (les Alpes, les montagnes Rocheuses ou le plateau tibétain par exemple) sont peu peuplés à cause des pentes, du climat montagnard (variation d'environ 1 °C pour 100 mètres) et du manque d'oxygène en haute altitude, d'autres hauts reliefs sont peuplés (l'Altiplano andin, le Caucase, l'Atlas ou les plateaux malgaches) : ils sont dans ces cas des refuges, des châteaux d'eau et des zones plus fraiches.

### Hydrographie
Il y a souvent concentration des populations à proximité des plans d'eau et des cours d'eau (lacs, mers, fleuves et rivières).
Les territoires ruraux les plus densément peuplés sont présentés comme étant favorables à l'agriculture intensive, notamment les basses-vallées et les deltas des principaux fleuves, où les alluvions et l'irrigation permettent de forts rendements : fleuve Jaune, Chang Jiang et Zhu Jiang en Chine, Fleuve Rouge, Mékong, Chao Phraya et Irrawaddy en Asie du Sud-Est, Gange, Brahmapoutre et Indus en Asie du Sud, Tigre et Euphrate en Mésopotamie, Nil et Niger en Afrique, Rhin en Europe, etc.

### Facteurs anthropiques
Le déterminisme basé sur les facteurs physiques ne peut pas expliquer seul la répartition de la population : il faut y rajouter l'action humaine, qui transforme les milieux, ainsi que les hasards de l'histoire.
Cycle vertueux des fortes densités de population, permettant une production intensive et des aménagements (drainage, déforestation, irrigation, etc.).
- « sociétés hydrauliques » pratiquant la riziculture irriguée ;
- drainage et mise en culture des marais et delta, limitant le paludisme ;
- essartage (déforestation) de la forêt dense.

Les milieux géographiques sont le produit de l'action humaine sur le milieu naturel.
Anthropisation : Terra preta de la forêt amazonienne.